# 1999 v letectví
Tento článek obsahuje seznam událostí souvisejících s letectvím, které proběhly roku 1999.

## Události

### Říjen
- 1. října – v závodě o Pohár Gordona Bennetta zvítězili Belgičané Phillipe de Cock a Ronny Van Havare

## První lety

### Únor
- 8. února – Tupolev Tu-334

### Červen
- 2. června – Embraer EMB 314 Super Tucano

### Červenec
- 28. července – Rotary Rocket Roton ATV

### Srpen
- 17. srpna – Kazan Ansat

## Letecké nehody
- 24. února – Pravidelný vnitrostátní let China Southwest Airlines 4509 společnosti China Southwest Airlines mezi Čcheng-tu a Wen-čou přišel během letu o ovládání výškovky vinou špatně provedené údržby. Let skončil nárazem do země a explozí. Zahynulo 61 lidí na palubě letounu.[1][2] Čína po této havárii vyřadila letouny Tupolev Tu-154.[2]
- 31. října – Let EgyptAir číslo 990, Boeing 767 na cestě do Káhiry v Egyptě, se zřítil do Atlantského oceánu u pobřeží Massachusetts. Příčinou pádu mohla podle některých náznaků být sebevražda co-pilota. Všech 217 cestujících a členů posádky zahynulo.